# Roumieh
Roumieh (en arabe : روميه) est un village chrétien du caza du Metn au Mont-Liban.